# عمر سيس
عمر سيس (بالفرنسية: Omar Ciss)‏ هو لاعب كرة قدم سنغالي في مركز الوسط، ولد في 4 أغسطس 2001 في داكار في السنغال. لعب مع اوستين بولد.